# 鐘淵紡績練馬工場
鐘淵紡績練馬工場（かねがふちぼうせきねりまこうじょう）は、かつて東京都練馬区の練馬駅北口にあった、鐘淵紡績（現在のクラシエ）の工場である。太平洋戦争中は弾丸の薬莢を製造し、大日本帝国陸軍の直轄にも置かれた。廃場後は、練馬文化センターやロータリー等に転用されている。

## 沿革
- 1921年（大正10年）11月 - 大日本紡織練馬工場として紡機2万錘、織機300台の操業を開始する。
大日本紡織株式会社は、日暮里町と埼玉県入間郡水富村で操業していた織物工場を母体として1918年（大正7年）10月に設立された。社長は藤山雷太、取締役に若尾謹之助、小倉敬止、守谷吾平などといった布陣であり、ユニチカの前身の1つである大日本紡績株式会社とは無関係の別会社である[1]。1919年から1920年にかけて増資目的の新設会社大日本紡織企業と合併し、当初資本金200万円を1000万円に増資している[2]。操業開始の時期について、練馬区史では1919年（大正8年）10月10日としている[3]。しかし直後の公的統計では事業開始を1921年（大正10年）11月としており[4]、そのころの新聞報道で大日本紡織の開業が伝えられている[5]。また清水建設の社史に翌1922年（大正11年）5月に大日本紡織会社練馬工場竣工の記事がある[6]。
- 1923年（大正12年）3月6日 - 大日本紡織は上毛モスリンに合併[7][8]。上毛モスリン練馬工場に名称変更。
上毛モスリン株式会社は群馬県邑楽郡館林町の有志が創業した織物工場を母体として1902年（明治35年）4月に設立され、当初資本金2万円は1912年（明治45年）には400万円と躍進を遂げた[9]。1921年（大正10年）から翌年にかけて川又貞次郎らによる実質的な経営乗っ取りが起こり[10][11]、彼らの手で経営難に陥っていた大日本紡織（練馬）や富士毛織（沼津）の合併が実施された[8][12]。
- 1923年（大正12年）9月1日 - 関東大震災によりほぼ全壊となり、女性8名、男性1名が死亡[13]。慰霊碑（練馬区登録有形文化財）が、錦の円明院に所在[14]。
- 1924年（大正13年）5月31日 - 関東大震災による被害の復旧計画が遅れ、回復が容易でないと伝えられる[15]。
- 1928年（昭和3年）3月 - 買収により、東洋モスリン練馬工場となる。
上毛モスリン練馬工場については、社債権者、東洋モスリン、一般無担保債権者および租税（公共団体）の4者が争い、東洋モスリンは留置権を、社債権者は担保権を主張し、無担保債権者はこれらの無効を主張していた。結果、工場は東洋モスリンが買収し、買収金を租税、社債権者および武蔵紡織（上毛モスリン無担保債権者で作った会社）間に分配することで和解した[16]。
- 1938年（昭和13年）2月11日 - 商号変更により、東洋紡織工業練馬工場となる[17]。
- 1940年（昭和15年）4月 - 女子従業員を対象に、工場内に私立豊島ケ岡青年学校を設立する。
- 1941年（昭和16年）9月11日 - 鐘淵紡績株式会社が東洋紡織を合併し、鐘淵紡績練馬工場に名称変更。[18]
- 1942年（昭和17年）9月[19] - 鐘紡練馬兵器工場と改称。[18]
東京第二陸軍造兵廠の直轄となり、速射砲の薬莢および雷管を製造していた[18]。従業者はおよそ1,200人で、うち過半が女子であった[13]。
- 1944年（昭和19年）2月1日 - 鐘淵紡績と鐘淵実業が合併し、鐘淵工業練馬兵器工場となる。[18]
- 1946年（昭和21年）5月30日 - 商号変更により、鐘淵紡績練馬工場となる。[18]
- 1948年（昭和23年）6月4日 - 綿紡事業に代わり、大戦中に焼失した静岡フェルト工場のフェルト事業を引き継ぐ[18]。
- 1952年（昭和27年）6月 - ミシン部門を廃止[18]。
- 1962年（昭和37年） - 全日本実業団卓球選手権大会の軟式女子の部で、本工場が優勝。
- 1964年（昭和39年） - 鐘淵紡績練馬工場のフェルト生産が、国内シェアの3分の1を占める。
- 1970年（昭和45年）12月19日 - 鐘淵紡績練馬工場が閉場となる。フェルト事業の生産設備、たな卸資産、営業権などを市川毛織（現在のイチカワ）へ譲渡[18]。
フェルト事業は主に製紙用フェルトを製造し黒字であったが、市川毛織からの買収の申出に応じて譲渡した[18]。401人いた従業員の大半も市川毛織へ移った[13]。
株式会社ディベロッパーカネボウ（1971年（昭和46年）12月設立）が、跡地開発事業を引き継いだ。
- 1977年（昭和52年）3月 - 鐘淵紡績練馬工場跡地の開発を、株式会社ディベロッパーカネボウが断念し、同地を東京都と練馬区が買収する。
- 1978年（昭和53年）8月2日 - 紡績工場の跡地を練馬区民に暫定開放する。